# Château du Puech Mascou
Le château du Puech Mascou, parfois simplement château de Giroussens, est un ancien château fort, aujourd'hui disparu, anciennement situé sur le Puech Mascou à Giroussens, dans le Tarn (France). Il dominait l'Agout tout près du village actuel.
Construit par les Trencavel au XIe siècle, il appartient successivement aux vicomtes de Lautrec, aux seigneurs de Castres, à la famille de Comminges, à la famille de Foix et aux rois de France. Ravagé par un incendie en 1562, il est abandonné dès 1625.

## Historique

### Origine
Le château originel du Puech Mascou est construit sur ordre des vicomtes d'Albi, de la puissante maison Trencavel, avant ou durant le XIe siècle pour fortifier la frontière entre leur vicomté et le comté de Toulouse. Ce serait les moines de l’Abbaye Saint Salvi d’Albi qui auraient été chargés de la construction. Le village fortifié de Girocens est ensuite créé au XIe ou XIIe siècle par les mêmes vicomtes, afin d'approvisionner et de défendre l'accès au château,,.
La première mention de l'édifice a seulement lieu en 1147, dans l'acte d'achat du château de Brusque.

### La croisade des albigeois, les Lautrec et les Comminges

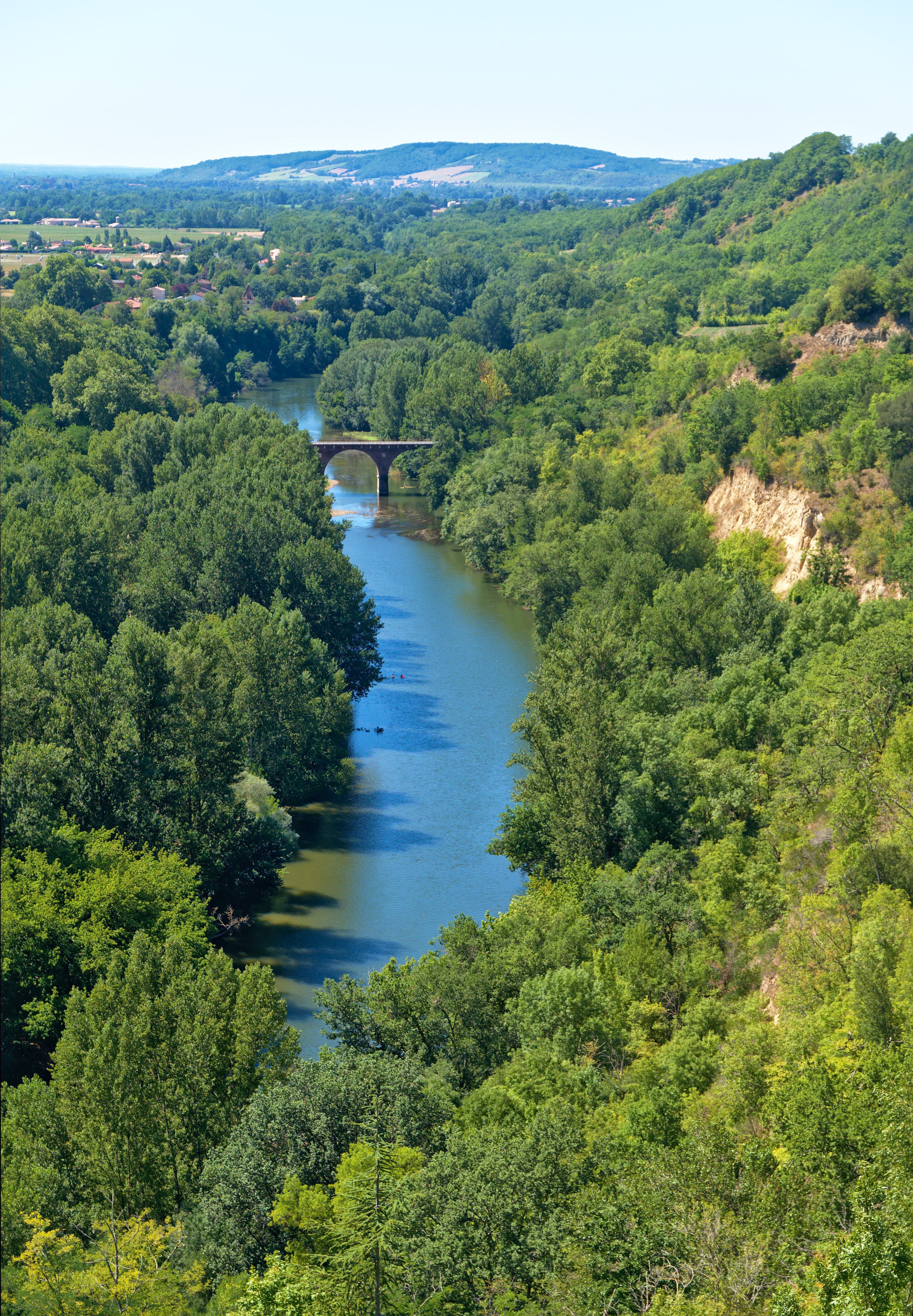
Vue de l'Agout depuis le Puech Mascou

Lors de la croisade des albigeois, le croisé Simon de Montfort s'en empare après avoir remporté le siège de Lavaur. Il rase le château. Ce dernier est ensuite entièrement reconstruit, sans doute par un des vicomtes de Lautrec Sicard VI ou son fils Amalric Ier. En effet, après la disparition des Trencavel lors de la croisade, une partie du bas-albigeois et notamment Giroussens est inféodé aux Lautrec. Mais en 1365, à la suite d'une dispute entre le seigneur de Castres Philippe II de Montfort et Amalric, le premier confisque le château d'Ambres et les terres du bas-albigeois dont Giroussens. Le vicomte de Lautrec se soumet en 1368, et Philippe II conserve Giroussens.
Sa fille Laure épouse le comte Bernard VII de Comminges et lui apporte en dot le bas-albigeois. Ils le transmettent à leur fils cadet, Gui de Comminges, qui se marie en 1307 avec Marguerite de Monteil-Adhémar et hérite ainsi du grand château de Lombers. Il s'installe au château du Puech Mascou, mais entre très vite en lutte armée contre sa tante Éléonore de Montfort qui veut mettre la main sur le bas-albigeois. Soutenu par ses frères dont le comte Bernard VIII et par Sicard IX de Lautrec et Amalric III de Lautrec. Gui agite fortement la région, commettant même des crimes contre les officiers royaux, et il faut attendre 1330 et 1332 pour que des traités soient signés. Gui meurt en 1365.

### Dans le giron de la famille de Foix
Le château de Puech Mascou et Giroussens sont alors héritées par sa soeur Aliénor de Comminges, veuve de Gaston II de Foix-Béarn, puis à Gaston III en 1378, plus connu sous le nom de Gaston Phébus. En 1377, alors que la guerre de Cent Ans fait rage, le château avait été occupé par une garnison anglaise, commandée par l'arbalétrier Pierre de Galard. Néanmoins, cette occupation n'est que temporaire.
Lorsque Phébus meurt en août 1391, Giroussens passe aux mains du roi de France, en vertu d'un accord signé en 1390. Le sénéchal de Carcassonne, Pierre de Mornay prend ainsi possession du château de Pech Mascou le 25 octobre 1391. Néanmoins, Mathieu de Foix-Castelbon, fils du cousin de Phébus réclame la succession, qui lui est accordée. A sa mort en 1398, Charles VI récupère finalement Giroussens et tout le bas-albigeois, aux dépens d'Isabelle et d'Archambaud de Grailly, héritiers de Mathieu. Charles VII en fait don à Mathieu de Foix-Grailly de 1425 à son décès en 1453. 
Puis en 1462, Jean de Foix-Candale, allié des anglais, s'étant soumis à Louis XI, il reçoit diverses terres dont la seigneurie et le château de Giroussens. Néanmoins, Charles VIII monte sur le trône en 1483 et décide de reprendre ces domaines. 

### La ruine du château
À partir de 1437, et malgré l'appartenance à Mathieu et Jean de Foix, il sert aussi de prison royale. C'est pour cela qu'il est incendié par les huguenots de Lavaur en 1562, lors des guerres de Religion. En effet, Louis de Voisins y avait fait enfermer certains protestants impliqués dans l'attaque du couvent des Cordeliers de Lavaur. Dans l'incendie du château, l'église, les halles et la maison consulaire de Giroussens sont aussi endommagés. 
Pierre de Nogaret, le capitaine du château dont la résidence a de même brûlé, se fait construire le château de Belbèze au centre du village. Quant au Pech Mascou, il n'est jamais reconstruit et demeure utilisé en l'état de semi-ruine jusqu'en 1625 et la mort du dernier capitaine Jean Paisin. 

### Du XVIIe siècle à aujourd'hui
Après son abandon, les vestiges du château sont lentement pillés pour servir aux constructions voisines. Dans les années 1680, le vicomte de Lautrec et marquis d'Ambres François de Gélas possédait une ferme à Versailles, dans l'emprise prévue du parc du château. Il l'échange donc avec Louis XIV contre les châtellenies de Fiac et de Giroussens, cette dernière comprenant le château de Pech Mascou déclaré comme une "masure".

Aujourd'hui, seul l'emplacement du château du Puech Mascou est encore visible. 

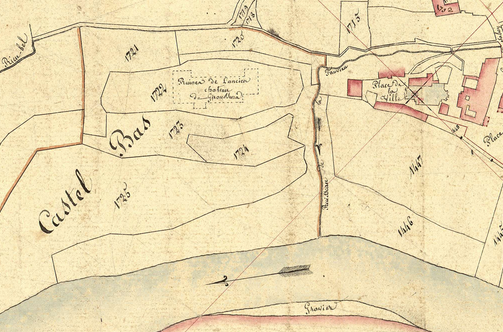
Cadastre de 1827
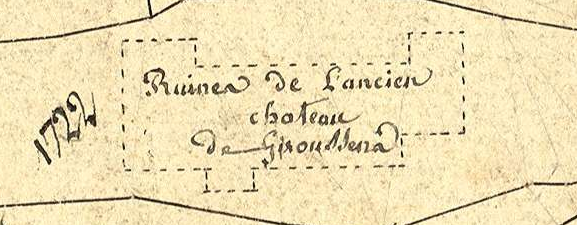
Cadastre de 1827 - détail

## Description
Le site du Puech Mascou est un éperon barré qui a pu, selon G. Mercadier, constituer une motte. Il subsiste une galerie souterraine de 13 m en pente assez forte vers la rivière dont l'entrée devait se situer à l'intérieur de la fortification. Un ensemble de canaux permettait d'approvisionner en eau des douves, et une tour à signaux permettait la communication avec les autres forteresses des environs.
D'après l'esquisse de 1607, la façade du château était flanquée de deux tours, dont l'une percée d'une porte romane. D'après le cadastre de 1828, il mesurait 78 mètres sur 20. Une chapelle établie par Gui de Comminges et dédiée à Sainte Catherine occupait une des tours. Il ne demeure rien du château, si ce n'est probablement l'escalier intérieur et les dalles blanches des cuisines transférés au château de Belbèze, des pierres réutilisées pour la chapelle Saint-Roch (construites en 1726) et deux cadrans solaires. L'un de ces derniers est conservé au musée du Pays Vaurais.
Il ne demeure par ailleurs comme véritable archive qu'un inventaire de mobilier datant de 1413.